# Chaetura pelagica
El vencejo de chimenea, vencejo de paso, vencejo pasajero o vencejo espinoso  (Chaetura pelagica) es una especie de ave apodiforme de la familia Apodidae que vive en América.

## Características
Mide de 12 a 13 centímetros de largo, y pesa unos 21 gramos. Es una especie de  Chaetura grande y robusta. La cabeza y nuca son negro opaco, que se vuelve marrón grisáceo mientras se baja hacia la rabadilla. La garganta y el pecho son gris claro, y las patas y el pico son negros.

## Distribución
El ave se encuentra en casi toda América, cubriendo un rango de 5 800 000 km². Es nativo de Aruba, Bahamas, Belice, Bermuda, Brasil, Canadá, Islas Caimán, Chile, Colombia, Costa Rica, Cuba, República Dominicana, Ecuador, Guatemala, Haití, Honduras, México, Antillas Neerlandesas, Nicaragua, Panamá, Perú, Puerto Rico, San Pedro y Miguelón, Trinidad y Tobago, Islas Turcas y Caicos, Estados Unidos y Venezuela.